# Phil Davis (acteur)
Pour les articles homonymes, voir Phil Davis et Davis.
Philip Davis (né le 30 juillet 1953) est un acteur, scénariste et réalisateur anglais.

## Biographie
Davis naît à Grays (Essex) et grandit à Thurrock. Son père travaille pour Procter & Gamble dans une entreprise de savon alors que sa mère travaille dans un hôpital. À partir de l'âge de 8 ans, il s'intéresse au jeu d'acteur.
Davis fréquente la Ockendon Courts County Secondary School de South Ockendon, toujours en Essex. Il est membre du National Youth Theatre et du Theatre Workshop (en) de Joan Littlewood.
En 1977, il est embauché pour le rôle principal de la pièce Gotcha!, qui raconte l'histoire d'un étudiant retenant en otage deux enseignants lors de son dernier jour d'école. Davis décroche un rôle dans le film Quadrophenia (1979), puis celui de Ned Young dans Le Bounty (1984). Il y joue auprès de Daniel Day-Lewis, qui sera l'une de ses plus grandes influences.
Il travaille avec Mike Leigh sur plusieurs œuvres, dont High Hopes (1988) et Vera Drake (2004). Il fait également plusieurs apparitions à la télévision dont, plus récemment, dans Bleak House (en) (2005), Sherlock (2010), Silk, Poldark (2015) et Black Work.
Davis est marié à Eve Matheson (en) depuis 2002.

## Filmographie
| Année         | Film                                       | Rôle                               | Notes                      |
| ------------- | ------------------------------------------ | ---------------------------------- | -------------------------- |
| 1972          | Les Contes de Canterbury                   |                                    | non-crédité                |
| 1973          | Les Mystères d'Orson Welles                | Johnny Sheeham                     |                            |
| 1974          | Death or Glory Boy                         |                                    |                            |
| 1975          | The Old Curiosity Shop (en)                | Tom Scott                          |                            |
| 1977          | Target (en)                                | Ray                                |                            |
| 1978–82       | Rumpole of the Bailey (en)                 | Tony Timson                        |                            |
| 1978          | Les Professionnels                         | Billy Turner                       |                            |
| 1979          | Quadrophenia                               | Chalky                             |                            |
| 1979          | Scum                                       |                                    |                            |
| 1980          | Grown-Ups (en)                             | Dick                               |                            |
| 1981          | Bergerac                                   |                                    |                            |
| 1982          | Pink Floyd—The Wall                        | Roadie                             |                            |
| 1984          | Le Bounty                                  | Midshipman Edward "Ned" Young      |                            |
| 1985          | Le Docteur et les Assassins                | Billy Bedlam                       |                            |
| 1985–86       | Robin of Sherwood                          | Prince John, later King of England |                            |
| 1986          | Comrades                                   |                                    |                            |
| 1988          | High Hopes                                 | Cyril                              |                            |
| 1989          | The Firm                                   | "Yeti"                             |                            |
| 1989          | Skulduggery                                |                                    | réalisateur et scénariste  |
| 1992          | Inspector Morse                            |                                    | "Absolute Conviction (en)" |
| 1992          | Alien 3                                    | Kevin                              |                            |
| 1993          | Au nom du père                             |                                    |                            |
| 1994–95       | Moving Story                               |                                    |                            |
| 1995          | ID                                         |                                    | réalisateur                |
| 1996          | Secrets et Mensonges                       |                                    |                            |
| 1996          | Suspect numéro 1: Errors of Judgment       |                                    | réalisateur                |
| 1996          | Different for Girls                        |                                    |                            |
| 1997          | Forever                                    |                                    |                            |
| 1997          | Face                                       |                                    |                            |
| 1998          | Real Women                                 |                                    | réalisateur                |
| 1999          | Births, Marriages and Deaths               |                                    |                            |
| 1999          | Hold Back the Night                        |                                    | réalisateur                |
| 2000          | North Square (en)                          |                                    |                            |
| 2002          | Fields of Gold                             |                                    |                            |
| 2002          | Nicholas Nickleby                          |                                    |                            |
| 2002, 2004–05 | Rose and Maloney (en)                      |                                    |                            |
| 2002          | White Teeth (en)                           |                                    |                            |
| 2002          | The Safe House                             |                                    |                            |
| 2004          | Wall of Silence                            |                                    |                            |
| 2004          | The Baby Juice Express                     |                                    |                            |
| 2004          | Vera Drake                                 |                                    |                            |
| 2005          | Casanova                                   |                                    |                            |
| 2005          | Bleak House (en)                           |                                    |                            |
| 2005          | Like Father Like Son (en)                  | Paul Barker                        |                            |
| 2005          | Twenty Thousand Streets Under the Sky (en) | Ernest Eccles                      |                            |
| 2006          | Miss Marple: La dernière Énigme            |                                    |                            |
| 2006          | Chronique d'un scandale                    |                                    |                            |
| 2007          | Secret Life                                |                                    |                            |
| 2007          | Cinq jours                                 |                                    |                            |
| 2007          | Le Rêve de Cassandre                       |                                    |                            |
| 2007          | Inspecteur Barnaby                         | Gary Cooper                        | Le blues de l'assassin     |
| 2007          | Inspecteur George Gently                   |                                    |                            |
| 2007          | All About Me                               |                                    |                            |
| 2008          | Lark Rise to Candleford (en)               |                                    |                            |
| 2008          | Ashes to Ashes                             |                                    |                            |
| 2008          | The Curse of Steptoe (en)                  | Wilfrid Brambell                   |                            |
| 2008          | Doctor Who                                 | Lucius Petrus Dextrus              | La Chute de Pompéi         |
| 2009–13       | Whitechapel                                | DS Ray Miles                       |                            |
| 2009          | Dead Man Running                           |                                    |                            |
| 2009          | Desperate Romantics (en)                   |                                    |                            |
| 2009          | Collision                                  |                                    |                            |
| 2010          | Sherlock                                   | chauffeur de taxi (Jeff)           | Une étude en rose          |
| 2010          | Another Year                               |                                    |                            |
| 2010          | The Big I Am (en)                          | Stubbs                             |                            |
| 2010          | Ma tribu                                   | Carl                               |                            |
| 2010          | Brighton Rock                              | Spicer                             |                            |
| 2011          | Outside Bet (en)                           |                                    |                            |
| 2011          | Merlin                                     | Gleeman                            |                            |
| 2011          | Jackson Brodie, détective privé            | Theo Wyre                          | épisode 1                  |
| 2012, 2014    | Silk                                       | Mickey Joy                         |                            |
| 2012          | Fast Girls                                 |                                    |                            |
| 2012          | Borrowed Time                              |                                    |                            |
| 2013          | Being Human : La Confrérie de l'étrange    | Capitaine Hatch                    |                            |
| 2013          | Having You (en)                            |                                    | réalisé par Sam Hoare      |
| 2014          | Meurtres au paradis                        |                                    | épisode 8                  |
| 2014          | Flics toujours                             |                                    | épisode 7                  |
| 2015          | Age of Kill (en)                           | Bill Weybridge                     |                            |
| 2015          | Mr. Holmes                                 | Inspecteur Gilbert                 |                            |
| 2015-2016     | Poldark                                    | Jud                                |                            |
| 2015          | Pâte                                       | Mr Cotton                          |                            |
| 2015–2016     | Mad Dogs (en)                              | Lawrence                           | 10 épisodes                |
| 2015          | Black Work (en)                            | DI Tom Piper                       |                            |
| 2016          | Golden Years                               | Brian                              |                            |
| 2016          | Undercover (en)                            | Jimmy                              |                            |
| 2017          | Pegasus Bridge                             | Bernard Montgomery                 | (en production)            |
| 2017          | Riviera                                    | Inspecteur Jukes (Interpol)        |                            |
| 2022          | Slow_Horses                                |                                    | saison 2 épisode 1         |